# ماکینسک
ماکینسک (به لاتین: Makinsk یک زیستگاه انسانی در قزاقستان است که در شهرستان بلندی واقع شده‌است.

## خصوصیات
ماکینسک  ۱۶٬۷۴۵ نفر جمعیت دارد.